# Trebisonda (programma televisivo)
Trebisonda è stato un programma contenitore per ragazzi in onda dal lunedì al venerdì dalle 15:10 alle 17:00 su Rai 3. Condotto da Danilo Bertazzi dagli esordi nel 2006 fino al 2008. Dalla stagione 2008-2009 i conduttori sono stati Isabella Arrigoni e Manolo Martini.

## Descrizione

### Introduzione
Trebisonda era da considerarsi come un contenitore di programmi per ragazzi di Rai 3, e andava in onda dal centro produzione Rai di Torino, in diretta TV dal lunedì al venerdì dalle 15.10 alle 17. Dal 2006 affiancò in questo ruolo la Melevisione, contenitore principalmente dedicato all'infanzia.

### Edizione 2006/2007
Il programma inizia il 2 ottobre 2006, ed era impostato come una specie di agenzia per il divertimento dei ragazzi, la cura di animali e l'assistenza agli anziani. Il conduttore è Danilo Bertazzi, affiancato da due giovani ragazzi, Nino (Vittorio Ciardo) e Lola (Giulia Cailotto). Vi partecipavano Liyu (Liyu Jin) e Paola (Paola Roman), cugina di Danilo che lo sostituisce una volta alla settimana. Dalla primavera 2007 entrano nel cast due nuovi membri, Giovanni detto Johnny (Matteo Ripaldi), il Pony Express della Furetto Speedy, successivamente presente solo nei video scientifici; ed il Ragionier Giancarlo Carloni (Giusto Lo Piparo), proprietario dello stabile ove si trova anche l'Agenzia.
Ogni giorno Danilo riceve posta e raccomandazioni dalla signora Leonetta Civetta (voce di Paola Roman), anziana signora pettegola, che vive in un vecchio videogame riparato dallo stesso Danilo. Ella è uno dei primi personaggi realizzati in "motion capture 3D" ovvero una marionetta 3D (realizzata da Davide Borra - No Real Interactive srl) e pilotata dalla stessa Paola Roman vestita con una tuta sensorizzata, che dal backstage la faceva camminare, gesticolare e parlare.
Nell'angolo della posta, Danilo dà molti consigli ai bambini e ragazzi che gli scrivevano e, con lo strumento del Dedicando, dedica i cartoni animati successivamente in onda alle persone che i bambini indicavano nelle loro lettere (amici, parenti, maestri, etc.). Altri strumenti erano il Cucù, che annuncia l'inizio del GT Ragazzi; il Totem Degli Animali, composto da dischi da cui escono dei documentari sugli animali; il touch screen utilizzato per la visione dei cartoni, telefilm e la Melevisione; l'Immaginario, enciclopedia multimediale fittizia che spaziava su ogni genere di argomento.

### Edizione 2007/2008
Dalla stagione 2007/08 l'Agenzia Trebisonda si arricchisce di tante novità. La prima di tutti si svolge in diretta, nuove rubriche come "Alla scoperta dell'arte con Paola", in cui Paola Roman entra nei quadri attraverso un montaggio al computer; "l'angolo degli ospiti", che verso la fine dell'edizione prendeva gran parte del programma; la rubrica del "come si fa?", gli esperimenti scientifici con Johnny (Matteo Ripaldi); l'"angolo dei video" di Davide De Michelis e il "Club dei lettori" di Trebisonda.
Il 16 ottobre 2007 debutta Margherita (Elena Castagnoli) una ragazza italo-sri lankese, proprietaria di un'agenzia di viaggi, la Viavai. Il 6 gennaio 2008 entra in scena Tony (Stefano Simmaco) il cameriere-ballerino che ogni venerdì insegna il ballo ai ragazzi a casa. Successivamente questi 2 personaggi saranno inseriti. Da quest'edizione ogni giorno gli spettatori potevano giocare o con Leonetta (gioco al computer senza il vero personaggio) o alla Parola Nascosta.
Da gennaio 2008 partecipano come pubblico i bambini di una classe di una scuola. Dalla primavera alla conclusione si formeranno due squadre i Trebi e i Sonda che si sfideranno in vari giochi (cosa che verrà adottata dalla prossima edizione).
Nell'ultima settimana debutta Manolo (Manolo Martini) che dalla successiva edizione prenderà il posto di Danilo e inaugurerà la nuova Trebisonda.

### Edizione 2008/2009
Dal 6 ottobre 2008 il programma è condotto da Manolo Martini e Isabella Arrigoni (ex volto di Disney Channel Italia). Nel programma c'è la collaborazione di Elena Castagnoli e Stefano Simmaco, già presenti da inizio anno.
Trebisonda diventa una vera e propria ludoteca televisiva rivolta agli "under 14", dove divertirsi, dialogare, gareggiare, informarsi, tra laboratori, rubriche, ospiti dal mondo dello sport e dello spettacolo, musica dal vivo, giochi e quiz che vedono coinvolti i ragazzi in studio (i T-boys e le T-girls), e a cui partecipano anche i ragazzi a casa. Allo stesso tempo il programma è un contenitore di telefilm (h. 15.15), del GT Ragazzi (il telegiornale a misura di minori curato dal TG3/Rai 3, h. 16), della Melevisione (la storica fiction sitcom per bambini, h.16.30), e, il venerdì, della minifiction sulla sicurezza stradale "Farò Strada" (h.16.50), realizzata in collaborazione con il ministero della pubblica istruzione.
Ogni giorno Trebisonda propone un laboratorio diverso: il lunedì, danza hip hop con Stefano Simmaco; il martedì si gioca con le leggi della fisica e della chimica con i divulgatori scientifici Andrea Vico e Paolo Legato; il mercoledì, street art e funambolismo; il giovedì, laboratorio di cucina con le ricette esotiche dello chef Kumalé, i dolci della pasticciera Giulia Marson, o gli esperimenti degli allievi di una scuola alberghiera; il venerdì, laboratorio di magia con il Mago Luciò. Tra le rubriche, la "Prova di Coraggio" con il naturalista Emanuele Biggi per conoscere gli animali più strani, il "Come si fa", e la sfida della fattoria, con ragazzi "super cittadini" che si cimentano in attività come la mungitura di una mucca o la tosatura di una pecora all'interno di una vera fattoria. E ancora, i temi più importanti a confronto con psicologi, dietologi e altri esperti ospitati nello spazio T-Time; e gli esperimenti di ridoppiaggio dei film e delle serie TV più famose.
Trebisonda ha una propria band musicale: la T-Band. Elena Castagnoli (voce), Manolo Martini (basso), Stefano Simmaco (tastiere), Lorenzo Gardenghi (chitarra) e Paolo Inserra (batteria) ogni martedì riarrangiano e reinterpretano in maniera originale - rigorosamente dal vivo - le cover delle hit più richieste dal pubblico. E la musica live continua il venerdì con le band più seguite dai teenager, che si esibiscono e rispondono in diretta alle domande e alle curiosità del pubblico, attraverso le mail che arrivano in tempo reale in trasmissione.

### Edizione 2010
Dal 25 gennaio 2010 lo studio di Trebisonda e la sua scenografia vengono in parte rinnovati con l'introduzione di un nuovo spazio apposito per la T-Band ed una pedana per i giochi "Vero o Falso", "La Decima Parola" e " --". Inoltre ci sono dei nuovi giochi: il "Giro d'Italia", "Chissà chi lo sa!" e "Top 5". Ogni venerdì nel "T-Talk" affidato a Flavia Cercato venivano analizzati e commentati dai ragazzi i temi riguardanti la loro realtà. Come nella precedente edizione è presente la "T-Band" anch'essa in parte rinnovata con l'introduzione di nuovi strumenti. Inoltre in alcune puntate sono stati introdotti degli strumenti extra per suonare delle particolari canzoni. A differenza della scorsa edizione la Band suona ogni giorno tranne il venerdì. Ogni martedì un servizio mostra le avventure e le scoperte che Stefano Simmaco, inviato a Nairobi a collaborare con Amref compie. L'edizione è condotta da Manolo Martini, Isabella Arrigoni ed Elena Castagnoli, mentre Stefano Simmaco sarà inviato a Nairobi. In questa edizione di Trebisonda si ha una notevole riduzione della durata del programma che inizia alle 16:10 e terminava alle 17:00 durando solo poco meno di un'ora. Infatti è preceduta dalla Melevisione alle 15:40 e dal GT Ragazzi alle 16:00. Subito dopo inizia Trebisonda fino alle 17:00. La settimana di Trebisonda presentava diverse rubriche divise nei cinque giorni in cui andava in onda, oltre ad alcuni appuntamenti fissi:
- Lunedì: Lo zoo di Emanuele; Sfida di Breakdance
- Martedì: Le avventure di Stefano a Nairobi
- Mercoledì: Sfida di Breakdance; I cani dal mondo
- Giovedì: L'esperto Luigi Bignami
- Venerdì: T-Talk con Flavia Cercato

### La chiusura del programma
L'ultima puntata di Trebisonda va in onda venerdì 7 maggio 2010. La Rai decide di togliere la programmazione per ragazzi da Rai 3, per continuare solo su Rai 2 e sui canali digitali Rai Gulp e Rai Yoyo. Fa eccezione il GT Ragazzi che Rai 3 continuerà a proporre fino all'estate 2011, per poi traslocare anch'esso su Rai Gulp, dove l'anno successivo diventerà Tiggì Gulp. Fino al 2015 vengono girate nuove edizioni della Melevisione, che passa da Rai 3 a Rai Yoyo.

## TBand
Trebisonda, nel 2009 e nel 2010 ha avuto una vera e propria band formata da cinque giovani musicisti.
Questi i loro nomi:

Elena Castagnoli: Voce

Paolo Inserra: Batteria

Alex: Batteria (sostituisce Paolo Inserra)

Alberto Santoru: Basso

Emanuele Francesconi: Tastiere

Giovanni Maggiore: Chitarra

## Serie TV e cartoni animati
Oltre alla Melevisione, all'interno di Trebisonda venivano mandati in onda cartoni animati e serie televisive per ragazzi. Questi ebbero una rotazione di trasmissione periodica dato che all'interno della trasmissione ne furono inseriti 3 o al massimo 4 per volta.
Ha segnato una novità la scelta di aver acquisito e trasmesso varie serie televisive ed animate provenienti da paesi come Australia e Germania piuttosto che dal Giappone o dagli Stati Uniti d'America come è di solito accaduto in Italia.
Segue un elenco in ordine alfabetico delle serie mandate in onda:
- 4 contro Z (serie TV tedesca)
- Adì nello spazio (cartone animato 3D)
- Amazing History (programma italiano di didattica creativa dedicato alla storia ed al costume)
- Amazing World (programma italiano di didattica creativa dedicato alla geografia)
- Bear nella grande casa blu (serie TV statunitense)
- Cacciatori di draghi (cartone animato franco-canadese)
- Cuocarina (cartone animato italiano)
- Drago (cartone animato statunitense)
- Fiabe ungheresi (cartone animato ungherese)
- Fiabe da terre lontane (cartone animato)
- Fiabe strampalate (cartone animato francese)
- Geni per caso[6] (serie TV australiana)
- Gino il pollo (cartone animato italiano)
- Grani di pepe (serie TV tedesca)
- Holly's Heroes (serie TV australiana)
- I Tofu (cartone animato franco/canadese)
- I giorni dell'avvento (programma Rai Play)
- Il piccolo Mozart (cartone animato austro/tedesco)
- Jane e il Drago (cartone animato canadese/neozelandese)
- Jungle beat (cartone animato)
- La mia fattoria (documentario)
- La stella di Laura (cartone animato)
- Le fiabe della strega (cartone animato)
- Le ricette di Arturo e Kiwi[7] (cartone animato italiano)
- Libri animati (cartone animato)
- Lupi, streghe, giganti (cartone animato statunitense)
- Miniatures (cartone animato)
- Nils e le oche selvatiche (cartone animato)
- Ondino (cartone animato 3D)
- Papà castoro (cartone animato franco-canadese)
- Pengo (serie TV tedesca)
- Piccole storie (Cartone animato)
- Polizia dipartimento favole (cartone animato statunitense)
- Saddle Club (serie TV australiano/canadese)
- Scooter - Agente segreto (serie TV australiana)
- Serious (programma inglese)
- Sono un animale (cartone animato)
- Soupe Opéra (programma francese)
- Superjob (programma inglese/tedesco)
- The fairytaler (cartone animato)
- The secret show (serie TV / spy comedy)
- Zorro (serie TV statunitense)
- Sulle ali dei gabbiani– L’isola vola in città (cartone UNICEF Italia, Mondo TV, Fondazione Corradi in onda lunedì 20 novembre 2006)

## Variazioni del palinsesto
La quarta edizione del programma, in onda da lunedì 25 gennaio a venerdì 7 maggio 2010, veniva trasmessa in diretta tutti i giorni dal lunedì al venerdì, eccetto qualche mercoledì (o martedì) quando veniva lasciato lo spazio al Question time dal Parlamento. Dopo le tre settimane in cui Rai 3 ha dedicato la propria programmazione al Giro d'Italia, lo spazio per ragazzi ricompare nel palinsesto della rete, tutta l'estate, come ogni anno, con telefilm, cartoni e le repliche della Melevisione, anche se Trebisonda non viene più trasmesso.

## Crediti
Trebisonda era un programma realizzato nel Centro di Produzione TV RAI di Torino.
- Autori: Roberto Avvignano, Dario Baudini, Martina Forti, Caterina Manganella, Tony Mazzara, Antonio Sellitto, Chiara Contu Farci, Davide Venturi.
- Conduttori: Isabella Arrigoni; Manolo Martini.
- Regia: Alfredo Franco
- Scenografie: Maurizio Zecchin
- Costumi: Cristina Audisio
- Musiche: Aldo Valente
- Produttore esecutivo: Danilo Leonardi.
- Capostruttura Raitre bambini e ragazzi: Mussi Bollini